# Platystethynium
Platystethynium är ett släkte av steklar. Platystethynium ingår i familjen dvärgsteklar.
Kladogram enligt Catalogue of Life:
| Platystethynium | \| \| Platystethynium fransseni \| \| \| \| \| \| Platystethynium onomarchicidum \| \| \| \| |
|                 | \| \| Platystethynium fransseni \| \| \| \| \| \| Platystethynium onomarchicidum \| \| \| \| |
|                 | Platystethynium fransseni                                                                    |
|                 |                                                                                              |
|                 | Platystethynium onomarchicidum                                                               |
|                 |                                                                                              |